# Warrenpointmassakern

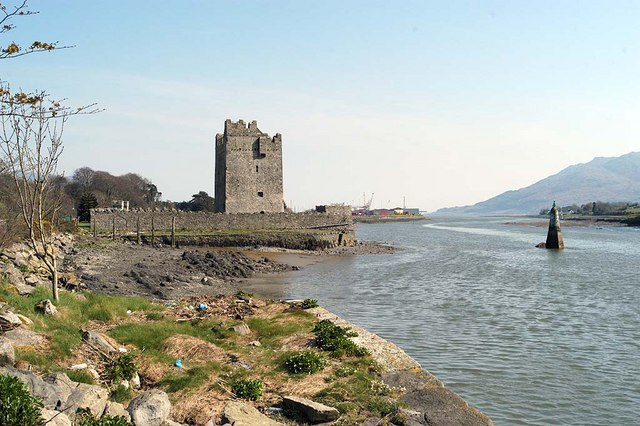
Narrow Water Castle med staden Warrenpoint i bakgrunden. Märket mitt i fjorden visar var gränsen går mellan Nordirland och Irland.

Warrenpointmassakern, eller bakhållet i Warrenpoint, var ett bombdåd av Provisoriska IRA mot brittisk militär den 27 augusti 1979, utanför den nordirländska staden  Warrenpoint vid slottet Narrow Water Castle. Attacken ledde till den största förlust som IRA orsakat brittisk militär på en dag, med sammanlagt 18 dödade soldater i två explosioner. En engelsk civilperson dödades också och en irländsk civilperson skadades, båda av brittiska soldater som efter den första explosionen sköt över fjorden vid slottet. Attacken skedde samma dag som IRA mördade Louis Mountbatten, en medlem av den brittiska kungafamiljen.

## Händelse
En brittisk patrull bestående av en Land Rover och två lastbilar körde förbi slottet utanför Warrenpoint. En bomb på 227 kilogram som gömts i en lastbil utlöstes med fjärrkontroll. Explosionen dödade sex soldater som färdades med den sista lastbilen.
I förvirringen efter attacken trodde de brittiska soldaterna att de blivit beskjutna från den andra sidan av fjorden, som ligger 57 meter bort. En oskyldig civilperson, Michael Hudson, som befann sig på den irländska sidan av fjorden dödades av militären och hans kusin Barry Hudson skadades. Den brittiska militären skickade efter förstärkningar.
IRA hade studerat hur den brittiska militären agerade efter ett bombdåd och förutspådde korrekt att britterna skulle upprätta en ledningsplats vid en stenport på andra sidan vägen. Trettiotvå minuter efter den första explosionen detonerade en bomb på 360 kilogram, som gömts i mjölkkärl vid stenporten. Den andra explosionen dödade tolv soldater. 

## Efterspel
Kort efter bakhållet arresterades IRA-medlemmarna Brendan Burns och Joe Brennan av Gardaí. De stoppades när de körde motorcykel på en väg mittemot Narrow Water Castle. De släpptes senare mot borgen i brist på bevis. Ingen har någonsin blivit åtalad för attacken.
Thomas Murphy, som senare blev Provisoriska IRA:s stabschef, har utpekats för att ha planerat attacken. 